# Filmfare Award du meilleur acteur en malayalam
Le prix Filmfare du meilleur acteur en malayalam est une récompense attribuée depuis 1972 par le magazine indien Filmfare dans le cadre des Filmfare Awards South annuels pour les films en malayalam (Mollywood).

## Lauréats
- 1972 : Madhu - Swayamvaram[1]
- 1973 : P. J. Antony - Nirmalayam[1]
- 1974 : Kamal Haasan - Kanyakumari[2]
- 1975 : Adoor Bhasi - Raagam[1]
- 1976 : Madhu - Theekkanal[1]
- 1977 : Madhu - Yuddha Kaandam[1]
- 1978 : Kamal Haasan - Yaetta[1],[2]
- 1979 : Prathap Pothan - Thakara[1]
- 1980 : Prathap Pothan - Chamaram[1]
- 1981 : Nedumudi Venu - Vida Parayum Munpe[1]
- 1982 : Bharath Gopi - Ormakkayi[1]
- 1983 : Bharath Gopi - Ente Mamattikkuttiyammakku
- 1984 : Mammootty - Adiyozhukkukal[3]
- 1985 : Mammootty - Yathra, Nirakkoottu[3]
- 1986 : Mohanlal - Sanmanassullavarkku Samadhanam[4]
- 1987 : Nedumudi Venu - Oru Minnaminunginte Nurunguvettam[5],[6]
- 1988 : Mohanlal - Padamudra
- 1989 : Premji - Piravi[7]
- 1990 : Mammootty - Mathilukal[8]
- 1991 : Mammootty - Amaram[9]
- 1992 : Murali - Aadharam
- 1993 : Mohanlal - Devaasuram
- 1994 : Mohanlal - Pavithram[10],[11]
- 1995 : Mohanlal - Sphadikam[12]
- 1996 : Jayaram - Thooval Kottaram[13]
- 1997 : Mammootty - Bhoothakkannadi[14]
- 1998 : Balachandra Menon - Samaantharangal[15]
- 1999 : Mohanlal - Vanaprastham[16]
- 2000 : Mammootty - Arayannagalude Veedu[17]
- 2001 : Jayaram - Theerthadanam[18]
- 2002 : Dileep - Meesa Madhavan[19]
- 2003 : Jayaram - Manassinakkare[20]
- 2004 : Mammootty - Kaazhcha[21]
- 2005 : Mohanlal - Thanmathra[22]
- 2006 : Mammootty - Karutha Pakshikal[22]
- 2007 : Mohanlal - Paradesi[23]
- 2008 : Lal - Thalappavu[24]
- 2009 : Mammootty - Paleri Manikyam[25]
- 2010 : Mammootty - Pranchiyettan & the Saint
- 2011 : Salim Kumar - Adaminte Makan Abu[26]
- 2012 : Fahadh Faasil - 22 Female Kottayam[27]
- 2013 : Fahadh Faasil - North 24 Kaatham[28]
- 2014 : Mammootty - Varsham[29]
- 2015 : Mammootty - Pathemari[30]
- 2016 : Nivin Pauly - Action Hero Biju[31]